# HISTORY OF THE 1ST STAGE/ORIGINAL SOUNDTRACK Blue Edition
『HISTORY OF THE 1ST STAGE/ORIGINAL SOUNDTRACK Blue Edition』（ヒストリー・オブ・ザ・ファースト・ステージ/オリジナル・サウンドトラック・ブルー・エディション）は、2011年12月1日に発売された、「ソニック ジェネレーションズ」の予約特典サウンドトラック。

## 内容
過去の作品からの1stステージBGM11曲が収録されている。白エディションのトラックリストと異なる。

## 収録曲
1. SEGA call
2. Mushroom Hill (SONIC & KNUCKLES)
3. Toxic Caves (SONIC SPINBALL)
4. Botanic Base (CHAOTIX)
5. South Island (SONIC FIGHTERS)
6. Seaside Hill (SONIC HEROES)
7. Leaf Storm (SONIC RUSH)
8. Plant Kingdom (SONIC RUSH ADVENTURE)
9. Metal City (SONIC RIDERS)
10. Sand Oasis (SONIC AND THE SECRET RINGS)
11. Camelot Castle (SONIC AND THE BLACK KNIGHT)
12. Tropical Resort (SONIC COLORS)